# Mitsos Miràt
Mitsos Miràt, pseudonimo di Dimitrios Muratis (Smirne, 1878 – Atene, 1964), è stato un attore greco.

## Biografia
Mitsos Miràt nacque a Smirne nel 1878. Mitsos Miràt lavorò come impiegato, prima di dedicarsi alla recitazione, iniziando come filodrammatico, e poi entrando, nel 1900, nella compagnia teatrale di Dimitrios Cotopuli, padre della famosa attrice Marica Cotopuli e di Chrisula, che diventò la sua seconda moglie, dopo l'attrice Kiveli. Dopo varie recitazioni, dal 1907 al 1930, lavorò nella compagnia di Marica Cotopuli, dal 1915 nel ruolo di primattore e nella carica di direttore, successivamente con propri gruppi assieme ai più importanti attori del suo paese, dimostrandosi uno tra i migliori attori greci in un repertorio che spaziò dal genere brillante e boulevard a quello classico shakespeariano, non trascurando i copioni contemporanei di maggior impegno. Scrisse due autobiografie, intitolate La mia vita (1938) e Mirát e io (1950). Mitsos Miràt morì ad Atene nel 1964.

### Il figlio
Il figlio Dimitrios (Atene, 1909), proseguì le orme del padre, studiando recitazione a Vienna, sotto la guida di Max Reinhardt, e a Berlino e interpretò copioni di ogni genere, prevalentemente nella compagnia della zia Marica Cotopuli. Dal 1950 si dedicò anche alla regia, distinguendosi per un Macbeth nel 1955, con Melina Merkouri. Nel 1957 fondò una propria compagnia teatrale assieme alla moglie. Scrisse una biografia critica riguardante Bertolt Brecht.